# Günter Pröller

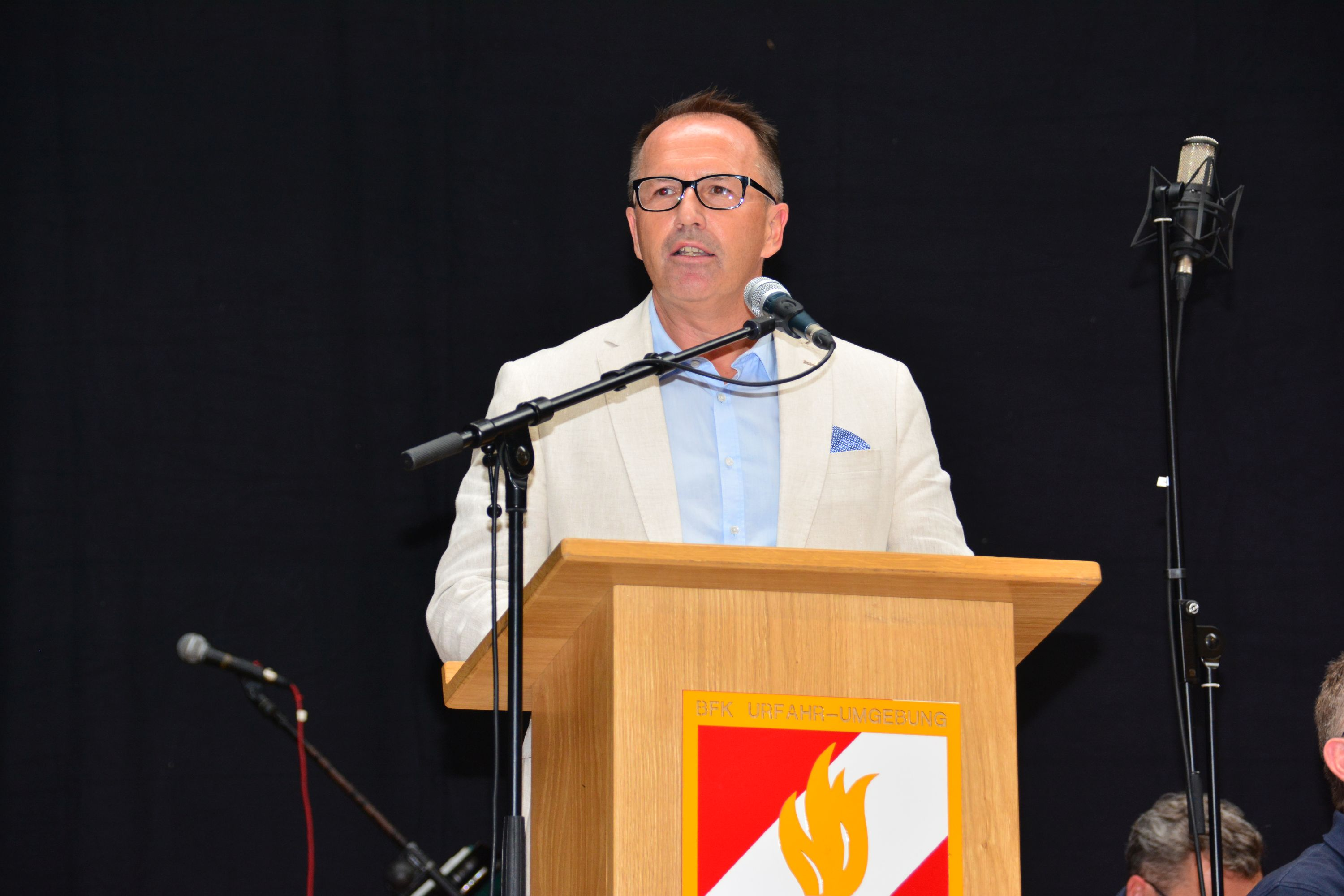
Günter Pröller (2018)

Günter Alois Pröller (* 11. Oktober 1966 in Wels) ist ein oberösterreichischer freiheitlicher Politiker. Ab dem 23. Oktober 2015 war er Abgeordneter zum Oberösterreichischen Landtag. Seit dem 23. Oktober 2021 ist er vom Oberösterreichischen Landtag entsandtes Mitglied des Bundesrates.
Seit 1986 ist er Berufsunteroffizier beim Bundesheer. Er ist auch Gemeinderat von Feldkirchen an der Donau.
Nach der Landtagswahl 2021 wechselte er vom Landtag in den Bundesrat.